# Stor-Gunnartjärnen
Stor-Gunnartjärnen är en sjö i Vindelns kommun i Västerbotten och ingår i Sävaråns huvudavrinningsområde. Sjön har en area på 0,345 kvadratkilometer och ligger 251,1 meter över havet. Sjön avvattnas av vattendraget Ekån.

## Delavrinningsområde
Stor-Gunnartjärnen ingår i det delavrinningsområde (716412-168497) som SMHI kallar för Inloppet i Stor-Ekträsket. Medelhöjden är 265 meter över havet och ytan är 7,88 kvadratkilometer. Det finns inga avrinningsområden uppströms utan avrinningsområdet är högsta punkten. Ekån som avvattnar avrinningsområdet har biflödesordning 2, vilket innebär att vattnet flödar genom totalt 2 vattendrag innan det når havet efter 111 kilometer. Avrinningsområdet består mestadels av skog (77 procent). Avrinningsområdet har 1 kvadratkilometer vattenytor vilket ger det en sjöprocent på 12,7 procent.